# Temporada da ATP de 2008
A temporada da ATP de 2008 foi o circuito masculino dos tenistas profissionais de elite para o ano em questão. A Associação de Tenistas Profissionais (ATP) organiza a maioria dos eventos – os ATP Masters Series, ATP International Series Gold, os ATP International Series, o de fim de temporada (Tennis Masters Cup) e a World Team Cup, enquanto que a Federação Internacional de Tênis (ITF) tem os torneios do Grand Slam, o evento tenístico dos Jogos Olímpicos, a Copa Davis e a Copa Hopman.

## Calendário

### Países
| Torneios | País(es)                                                                          | País(es)                                                                     |
| -------- | --------------------------------------------------------------------------------- | ---------------------------------------------------------------------------- |
| 14       | Estados Unidos                                                                    | Estados Unidos                                                               |
| 6        | França                                                                            | França                                                                       |
| 5        | Alemanha                                                                          | Alemanha                                                                     |
| 4        | Austrália                                                                         | Austrália                                                                    |
| 3        | Áustria · China · Espanha                                                         | Grã-Bretanha · Países Baixos                                                 |
| 2        | Argentina · Croácia · Rússia                                                      | Suíça · Suécia                                                               |
| 1        | Brasil · Canadá · Catar · Chile · Emirados Árabes Unidos · Índia · Itália · Japão | Marrocos · México · Nova Zelândia · Polónia · Portugal · Roménia · Tailândia |

### Mês a mês

#### Legenda
Abaixo estão exemplos, com explicações usando o elemento dica de contexto. Basta passar o cursor sobre cada linha pontilhada para lê-las.
| Semana de                   | Torneio                                                                                        | Campeã(s)(o/ões)            | Vice-campeã(s)(o/ões)     | Resultado            |
| --------------------------- | ---------------------------------------------------------------------------------------------- | --------------------------- | ------------------------- | -------------------- |
| 16 de janeiro 23 de janeiro | Australian Open · Melbourne, Austrália · Grand Slam · A$ 12.176.550 – duro – 128S•96Q•64D•32DM | jogador(a) 1                | jogador(a) 2              | 7–61, 4–6, 7–6(10–6) |
| 16 de janeiro 23 de janeiro | Australian Open · Melbourne, Austrália · Grand Slam · A$ 12.176.550 – duro – 128S•96Q•64D•32DM | jogador(a) 3 · jogador(a) 4 | jogador(a) 5 jogador(a) 6 | 4–6, 6–4, [11–9]     |
| 16 de janeiro 23 de janeiro | Australian Open · Melbourne, Austrália · Grand Slam · A$ 12.176.550 – duro – 128S•96Q•64D•32DM | jogadora 7 jogador 8        | jogadora 9 jogador 10     | 6–2, 4–6, [10–3]     |

| Casos excepcionais | Premiação               | Grand Slam | Grand Slam | Grand Slam |
| Casos excepcionais | Premiação               | Variável   |            |            |
| Casos excepcionais | Número de participantes | QD         | E          |            |
| Casos excepcionais | Ordenação dos torneios  |            |            |            |

| Ícones | Clicável      |                                        |                                           |
| Ícones | Clicável      | edição do torneio                      |                                           |
| Ícones | Não-clicáveis |                                        | primeiro título conquistado na modalidade |
| Ícones | Não-clicáveis | o(a) jogador(a)/país defendeu o título |                                           |

#### Janeiro
| Semana de                   | Torneio | Campeã(s)(o/ões)                              | Vice-campeã(s)(o/ões)                     | Resultado           |
| --------------------------- | --- | --------------------------------------------- | ----------------------------------------- | ------------------- |
| 31 de janeiro               | Next Generation Adelaide Adelaide, Austrália ATP International Series US$ 465.000 – duro – 32S•32Q•16D                  | Michaël Llodra                                | Jarkko Nieminen                           | 6–3, 6–4            |
| 31 de janeiro               | Next Generation Adelaide Adelaide, Austrália ATP International Series US$ 465.000 – duro – 32S•32Q•16D                  | Martín García Marcelo Melo                    | Chris Guccione Robert Smeets              | 6–3, 3–6, [10–7]    |
| 31 de janeiro               | Chennai Open Chenai, Índia ATP International Series US$ 436.000 – duro – 32S•32Q•16D                                    | Mikhail Youzhny                               | Rafael Nadal                              | 6–0, 6–1            |
| 31 de janeiro               | Chennai Open Chenai, Índia ATP International Series US$ 436.000 – duro – 32S•32Q•16D                                    | Sanchai Ratiwatana Sonchat Ratiwatana         | Marcos Baghdatis Marc Gicquel             | 6–4, 7–5            |
| 31 de janeiro               | Qatar ExxonMobil Open Doha, Catar ATP International Series US$ 1.049.000 – duro – 32S•32Q•16D                           | Andy Murray                                   | Stanislas Wawrinka                        | 6–4, 4–6, 6–2       |
| 31 de janeiro               | Qatar ExxonMobil Open Doha, Catar ATP International Series US$ 1.049.000 – duro – 32S•32Q•16D                           | Philipp Kohlschreiber David Škoch             | Jeff Coetzee Wesley Moodie                | 6–4, 4–6, [11–9]    |
| 31 de janeiro               | Hyundai Hopman Cup Perth, Austrália Competição de curta duração entre países – mista A$ 1.000.000 – duro (coberto) – 8E | Estados Unidos · Serena Williams · Mardy Fish | Sérvia · Jelena Janković · Novak Djokovic | 2–1                 |
| 7 de janeiro                | Heineken Open Auckland, Nova Zelândia ATP International Series US$ 464.000 – duro – 32S•27Q•16D                         | Philipp Kohlschreiber                         | Juan Carlos Ferrero                       | 7–64, 7–645         |
| 7 de janeiro                | Heineken Open Auckland, Nova Zelândia ATP International Series US$ 464.000 – duro – 32S•27Q•16D                         | Luis Horna · Juan Mónaco                      | Xavier Malisse Jürgen Melzer              | 6–4, 3–6, [10–7]    |
| 7 de janeiro                | Medibank International Sydney Sydney, Austrália ATP International Series US$ 465.000 – duro – 32S•32Q•16D               | Dmitry Tursunov                               | Chris Guccione                            | 7–63, 7–64          |
| 7 de janeiro                | Medibank International Sydney Sydney, Austrália ATP International Series US$ 465.000 – duro – 32S•32Q•16D               | Richard Gasquet Jo-Wilfried Tsonga            | Bob Bryan Mike Bryan                      | 4–6, 6–4, [11–9]    |
| 14 de janeiro 21 de janeiro | Australian Open Melbourne, Austrália Grand Slam A$ 9.609.870 – duro – 128S•128Q•64D•32DM                                | Novak Djokovic                                | Jo-Wilfried Tsonga                        | 4–6, 6–4, 6–3, 7–62 |
| 14 de janeiro 21 de janeiro | Australian Open Melbourne, Austrália Grand Slam A$ 9.609.870 – duro – 128S•128Q•64D•32DM                                | Jonathan Erlich Andy Ram                      | Arnaud Clément Michaël Llodra             | 7–5, 7–64           |
| 14 de janeiro 21 de janeiro | Australian Open Melbourne, Austrália Grand Slam A$ 9.609.870 – duro – 128S•128Q•64D•32DM                                | Sun Tiantian · Nenad Zimonjić                 | Sania Mirza Mahesh Bhupathi               | 7–64, 6–4           |
| 28 de janeiro               | Movistar Open Viña del Mar, Chile ATP International Series US$ 462.000 – saibro – 32S•32Q•16D                           | Fernando González                             | Juan Mónaco                               | w.o.                |
| 28 de janeiro               | Movistar Open Viña del Mar, Chile ATP International Series US$ 462.000 – saibro – 32S•32Q•16D                           | José Acasuso Sebastián Prieto                 | Máximo González Juan Mónaco               | 6–1, 3–0, ab.       |

#### Fevereiro
| Semana de       | Torneio | Campeão(s)                                                                                     | Vice-campeão(s)                                                                       | Resultado           |
| --------------- | --- | ---------------------------------------------------------------------------------------------- | ------------------------------------------------------------------------------------- | ------------------- |
| 4 de fevereiro  | Copa Davis: primeira fase Moscou, Rússia – duro (coberto) Ostrava, República Tcheca – carpete (coberto) Buenos Aires, Argentina – saibro Ramat Hasharon, Israel – duro Braunschweig, Alemanha – saibro (coberto) Lima, Peru – saibro Sibiu, Romênia – duro (coberto) Viena, Áustria – saibro (coberto) Competição de longa duração entre países – 16E | · Rússia · República Checa · Argentina · Suécia · Alemanha · Espanha · França · Estados Unidos | · Sérvia · Bélgica · Grã-Bretanha · Israel · Coreia do Sul · Peru · Roménia · Áustria | 3–2 4–1 3–2 5–0 4–1 |
| 11 de fevereiro | Brasil Open Mata de São João, Brasil ATP International Series US$ 485.000 – saibro – 32S•32Q•16D | Nicolás Almagro                                                                                | Carlos Moyá                                                                           | 7–64, 3–6, 7–5      |
| 11 de fevereiro | Brasil Open Mata de São João, Brasil ATP International Series US$ 485.000 – saibro – 32S•32Q•16D | Marcelo Melo André Sá                                                                          | Albert Montañés Santiago Ventura                                                      | 4–6, 6–2, [10–7]    |
| 11 de fevereiro | Delray Beach International Tennis Championships Delray Beach, Estados Unidos ATP International Series US$ 411.000 – duro – 32S•32Q•16D | Kei Nishikori                                                                                  | James Blake                                                                           | 3–6, 6–1, 6–4       |
| 11 de fevereiro | Delray Beach International Tennis Championships Delray Beach, Estados Unidos ATP International Series US$ 411.000 – duro – 32S•32Q•16D | Max Mirnyi Jamie Murray                                                                        | Bob Bryan Mike Bryan                                                                  | 6–4, 3–6, [10–6]    |
| 11 de fevereiro | Open 13 Marselha, França ATP International Series € 534.000 – duro (coberto) – 32S•32Q•16D | Andy Murray                                                                                    | Mario Ančić                                                                           | 6–3, 6–4            |
| 11 de fevereiro | Open 13 Marselha, França ATP International Series € 534.000 – duro (coberto) – 32S•32Q•16D | Martin Damm Pavel Vízner                                                                       | Yves Allegro Jeff Coetzee                                                             | 7–60, 7–5           |
| 18 de fevereiro | ABN AMRO World Tennis Tournament Roterdã, Países Baixos ATP International Series Gold € 824.000 – duro (coberto) – 32S•16Q•16D | Michaël Llodra                                                                                 | Robin Söderling                                                                       | 36–7, 6–3, 7–64     |
| 18 de fevereiro | ABN AMRO World Tennis Tournament Roterdã, Países Baixos ATP International Series Gold € 824.000 – duro (coberto) – 32S•16Q•16D | Tomáš Berdych · Dmitry Tursunov                                                                | Philipp Kohlschreiber Mikhail Youzhny                                                 | 7–5, 3–6, [10–7]    |
| 18 de fevereiro | Copa Telmex Buenos Aires, Buenos Aires ATP International Series US$ 466.000 – saibro – 32S•32Q•16D | David Nalbandian                                                                               | José Acasuso                                                                          | 3–6, 7–65, 6–4      |
| 18 de fevereiro | Copa Telmex Buenos Aires, Buenos Aires ATP International Series US$ 466.000 – saibro – 32S•32Q•16D | Agustín Calleri Luis Horna                                                                     | Werner Eschauer Peter Luczak                                                          | 6–0, 66–7, [10–2]   |
| 18 de fevereiro | SAP Open San José, Estados Unidos ATP International Series US$ 436.000 – duro (coberto) – 32S•32Q•16D | Andy Roddick                                                                                   | Radek Štěpánek                                                                        | 6–4, 7–5            |
| 18 de fevereiro | SAP Open San José, Estados Unidos ATP International Series US$ 436.000 – duro (coberto) – 32S•32Q•16D | Scott Lipsky · David Martin                                                                    | Bob Bryan Mike Bryan                                                                  | 7–64, 7–5           |
| 25 de fevereiro | Abierto Mexicano Telcel Acapulco, México ATP International Series Gold US$ 794.000 – saibro – 32S•16Q•16D | Nicolás Almagro                                                                                | David Nalbandian                                                                      | 6–1, 7–61           |
| 25 de fevereiro | Abierto Mexicano Telcel Acapulco, México ATP International Series Gold US$ 794.000 – saibro – 32S•16Q•16D | Oliver Marach Michal Mertiňák                                                                  | Agustín Calleri Luis Horna                                                            | 6–2, 36–7, [10–7]   |
| 25 de fevereiro | Regions Morgan Keegan Championships Memphis, Estados Unidos ATP International Series Gold US$ 769.000 – duro (coberto) – 32S•16Q•16D | Steve Darcis                                                                                   | Robin Söderling                                                                       | 6–3, 7–65           |
| 25 de fevereiro | Regions Morgan Keegan Championships Memphis, Estados Unidos ATP International Series Gold US$ 769.000 – duro (coberto) – 32S•16Q•16D | Mahesh Bhupathi Mark Knowles                                                                   | Sanchai Ratiwatana Sonchat Ratiwatana                                                 | 7–65, 6–2           |
| 25 de fevereiro | PBZ Zagreb Indoors Zagreb, Croácia ATP International Series € 370.000 – duro (coberto) – 32S•32Q•16D | Sergiy Stakhovsky                                                                              | Ivan Ljubičić                                                                         | 7–5, 6–4            |
| 25 de fevereiro | PBZ Zagreb Indoors Zagreb, Croácia ATP International Series € 370.000 – duro (coberto) – 32S•32Q•16D | Paul Hanley Jordan Kerr                                                                        | Christopher Kas Rogier Wassen                                                         | 6–3, 3–6, [10–8]    |

#### Março
| Semana de               | Torneio | Campeão(s)                      | Vice-campeão(s)              | Resultado        |
| ----------------------- | --- | ------------------------------- | ---------------------------- | ---------------- |
| 3 de março              | The Barclays Dubai Tennis Championships Dubai, Emirados Árabes Unidos ATP International Series Gold US$ 1.401.000 – duro – 32S•16Q•16D | Andy Roddick                    | Feliciano López              | 86–7, 6–4, 6–2   |
| 3 de março              | The Barclays Dubai Tennis Championships Dubai, Emirados Árabes Unidos ATP International Series Gold US$ 1.401.000 – duro – 32S•16Q•16D | Mahesh Bhupathi Mark Knowles    | Martin Damm Pavel Vízner     | 7–5, 7–67        |
| 3 de março              | Tennis Channel Open Las Vegas, Estados Unidos ATP International Series US$ 436.000 – duro – 32S•26Q•16D                                | Sam Querrey                     | Kevin Anderson               | 4–6, 6–3, 6–4    |
| 3 de março              | Tennis Channel Open Las Vegas, Estados Unidos ATP International Series US$ 436.000 – duro – 32S•26Q•16D                                | Julien Benneteau Michaël Llodra | Bob Bryan Mike Bryan         | 6–4, 4–6, [10–8] |
| 10 de março 17 de março | Pacific Life Open Indian Wells, Estados Unidos ATP Masters Series US$ 3.589.000 – duro – 96S•48Q•32D                                   | Novak Djokovic                  | Mardy Fish                   | 6–2, 5–7, 6–3    |
| 10 de março 17 de março | Pacific Life Open Indian Wells, Estados Unidos ATP Masters Series US$ 3.589.000 – duro – 96S•48Q•32D                                   | Jonathan Erlich Andy Ram        | Daniel Nestor Nenad Zimonjić | 6–4, 6–4         |
| 24 de março 31 de março | Sony Ericsson Open Miami, Estados Unidos ATP Masters Series US$ 3.770.000 – duro – 96S•48Q•32D                                         | Nikolay Davydenko               | Rafael Nadal                 | 6–4, 6–2         |
| 24 de março 31 de março | Sony Ericsson Open Miami, Estados Unidos ATP Masters Series US$ 3.770.000 – duro – 96S•48Q•32D                                         | Bob Bryan · Mike Bryan          | Martin Damm Pavel Vízner     | 6–2, 6–2         |

#### Abril
| Semana de   | Torneio | Campeão(s)                                      | Vice-campeão(s)                                | Resultado        |
| ----------- | --- | ----------------------------------------------- | ---------------------------------------------- | ---------------- |
| 7 de abril  | Copa Davis: quartas de final Moscou, Rússia – duro (coberto) Buenos Aires, Argentina – saibro Bremen, Alemanha – duro (coberto) Winston-Salem, Estados Unidos – duro (coberto) Competição de longa duração entre países – 16E | · Rússia · Argentina · Espanha · Estados Unidos | · República Checa · Suécia · Alemanha · França | 3–2 4–1 4–1      |
| 14 de abril | Estoril Open Estoril, Portugal ATP International Series € 370.000 – saibro – 32S•32Q•16D | Roger Federer                                   | Nikolay Davydenko                              | 7–65, 1–2, ab.   |
| 14 de abril | Estoril Open Estoril, Portugal ATP International Series € 370.000 – saibro – 32S•32Q•16D | Jeff Coetzee Wesley Moodie                      | Jamie Murray Kevin Ullyett                     | 6–2, 4–6, [10–8] |
| 14 de abril | US Men's Clay Court Championship Houston, Estados Unidos ATP International Series US$ 436.000 – saibro – 32S•14Q•16D | Marcel Granollers-Pujol                         | James Blake                                    | 6–4, 1–6, 7–5    |
| 14 de abril | US Men's Clay Court Championship Houston, Estados Unidos ATP International Series US$ 436.000 – saibro – 32S•14Q•16D | Ernests Gulbis · Rainer Schüttler               | Pablo Cuevas Marcel Granollers-Pujol           | 7–5, 7–63        |
| 14 de abril | Open de Tenis Comunidad Valenciana Valência, Espanha ATP International Series € 370.000 – saibro – 32S•16Q•16D | David Ferrer                                    | Nicolás Almagro                                | 4–6, 6–2, 7–62   |
| 14 de abril | Open de Tenis Comunidad Valenciana Valência, Espanha ATP International Series € 370.000 – saibro – 32S•16Q•16D | Máximo González · Juan Mónaco                   | Travis Parrott Filip Polášek                   | 7–5, 7–5         |
| 21 de abril | Masters Series Monte-Carlo Roquebrune-Cap-Martin, França ATP Masters Series € 2.270.000 – saibro – 56S•28Q•24D | Rafael Nadal                                    | Roger Federer                                  | 7–5, 7–5         |
| 21 de abril | Masters Series Monte-Carlo Roquebrune-Cap-Martin, França ATP Masters Series € 2.270.000 – saibro – 56S•28Q•24D | Rafael Nadal Tommy Robredo                      | Mahesh Bhupathi Mark Knowles                   | 6–3, 6–3         |
| 28 de abril | Open Sabadell Atlantico Barcelona Barcelona, Espanha ATP International Series Gold € 888.000 – saibro – 56S•28Q•24D | Rafael Nadal                                    | David Ferrer                                   | 6–1, 4–6, 6–1    |
| 28 de abril | Open Sabadell Atlantico Barcelona Barcelona, Espanha ATP International Series Gold € 888.000 – saibro – 56S•28Q•24D | Bob Bryan Mike Bryan                            | Mariusz Fyrstenberg Marcin Matkowski           | 6–3, 6–2         |
| 28 de abril | BMW Open Munique, Alemanha ATP International Series € 349.000 – saibro – 32S•27Q•16D | Fernando González                               | Simone Bolelli                                 | 7–64, 46–7, 6–3  |
| 28 de abril | BMW Open Munique, Alemanha ATP International Series € 349.000 – saibro – 32S•27Q•16D | Michael Berrer · Rainer Schüttler               | Scott Lipsky David Martin                      | 7–5, 3–6, [10–8] |

#### Maio
| Semana de             | Torneio | Campeã(s)(o/ões)                                               | Vice-campeã(s)(o/ões)                                     | Resultado          |
| --------------------- | --- | -------------------------------------------------------------- | --------------------------------------------------------- | ------------------ |
| 5 de maio             | Internazionali BNL d'Italia Roma, Itália ATP Masters Series € 2.270.000 – saibro – 56S•28Q•24D                    | Novak Djokovic                                                 | Stanislas Wawrinka                                        | 4–6, 6–3, 6–3      |
| 5 de maio             | Internazionali BNL d'Italia Roma, Itália ATP Masters Series € 2.270.000 – saibro – 56S•28Q•24D                    | Bob Bryan Mike Bryan                                           | Daniel Nestor Nenad Zimonjić                              | 3–6, 6–4, [10–8]   |
| 12 de maio            | Masters Series Hamburg Hamburgo, Alemanha ATP Masters Series € 2.270.000 – saibro – 56S•28Q•24D                   | Rafael Nadal                                                   | Roger Federer                                             | 7–5, 36–7, 6–3     |
| 12 de maio            | Masters Series Hamburg Hamburgo, Alemanha ATP Masters Series € 2.270.000 – saibro – 56S•28Q•24D                   | Daniel Nestor Nenad Zimonjić                                   | Bob Bryan Mike Bryan                                      | 6–4, 5–7, [10–8]   |
| 19 de maio            | Grand Prix Hassan II Casablanca, Marrocos ATP International Series € 370.000 – saibro – 32S•24Q•16D               | Gilles Simon                                                   | Julien Benneteau                                          | 7–5, 6–2           |
| 19 de maio            | Grand Prix Hassan II Casablanca, Marrocos ATP International Series € 370.000 – saibro – 32S•24Q•16D               | Albert Montañés Santiago Ventura                               | James Cerretani Todd Perry                                | 6–1, 6–2           |
| 19 de maio            | The Hypo Group Tennis International Pörtschach, Áustria ATP International Series € 370.000 – saibro – 32S•31Q•16D | Nikolay Davydenko                                              | Juan Mónaco                                               | 6–2, 2–6, 6–2      |
| 19 de maio            | The Hypo Group Tennis International Pörtschach, Áustria ATP International Series € 370.000 – saibro – 32S•31Q•16D | Marcelo Melo André Sá                                          | Julian Knowle Jürgen Melzer                               | 7–5, 36–7, [13–11] |
| 19 de maio            | Arag World Team Cup Düsseldorf, Alemanha Competição de curta duração entre países € 1.890.000 – saibro – 8E       | Suécia · Thomas Johansson · Robert Lindstedt · Robin Söderling | Rússia · Igor Andreev · Dmitry Tursunov · Mikhail Youzhny | 2–1                |
| 26 de maio 2 de junho | Torneio de Roland Garros Paris, França Grand Slam € – saibro – 128S•128Q•64D•32DM                                 | Rafael Nadal                                                   | Roger Federer                                             | 6–1, 6–3, 6–0      |
| 26 de maio 2 de junho | Torneio de Roland Garros Paris, França Grand Slam € – saibro – 128S•128Q•64D•32DM                                 | Pablo Cuevas · Luis Horna                                      | Daniel Nestor Nenad Zimonjić                              | 6–2, 6–3           |
| 26 de maio 2 de junho | Torneio de Roland Garros Paris, França Grand Slam € – saibro – 128S•128Q•64D•32DM                                 | Victoria Azarenka Bob Bryan                                    | Katarina Srebotnik Nenad Zimonjić                         | 6–2, 7–64          |

#### Junho
| Semana de               | Torneio                                                                                                | Campeã(s)(o/ões)                       | Vice-campeã(s)(o/ões)          | Resultado                 |
| ----------------------- | --- | -------------------------------------- | ------------------------------ | ------------------------- |
| 9 de junho              | Gerry Weber Open Halle, Alemanha ATP International Series € 713.000 – grama – 32S•32Q•16D              | Roger Federer                          | Philipp Kohlschreiber          | 6–3, 6–4                  |
| 9 de junho              | Gerry Weber Open Halle, Alemanha ATP International Series € 713.000 – grama – 32S•32Q•16D              | Mikhail Youzhny · Mischa Zverev        | Lukáš Dlouhý Leander Paes      | 3–6, 6–4, [10–3]          |
| 9 de junho              | The Artois Championships Londres, Reino Unido ATP International Series € 713.000 – grama – 56S•32Q•24D | Rafael Nadal                           | Novak Djokovic                 | 7–66, 7–5                 |
| 9 de junho              | The Artois Championships Londres, Reino Unido ATP International Series € 713.000 – grama – 56S•32Q•24D | Daniel Nestor · Nenad Zimonjić         | Marcelo Melo André Sá          | 6–4, 7–63                 |
| 9 de junho              | Orange Warsaw Open Varsóvia, Polônia ATP International Series € 425.250 – saibro – 32S•28Q•16D         | Nikolay Davydenko                      | Tommy Robredo                  | 6–3, 6–3                  |
| 9 de junho              | Orange Warsaw Open Varsóvia, Polônia ATP International Series € 425.250 – saibro – 32S•28Q•16D         | Mariusz Fyrstenberg · Marcin Matkowski | Nikolay Davydenko Yuri Schukin | 6–0, 3–6, [10–4]          |
| 16 de junho             | The Slazenger Open Nottingham, Reino Unido ATP International Series € 370.000 – grama – 32S•32Q•16D    | Ivo Karlović                           | Fernando Verdasco              | 7–5, 46–7, 7–68           |
| 16 de junho             | The Slazenger Open Nottingham, Reino Unido ATP International Series € 370.000 – grama – 32S•32Q•16D    | Bruno Soares · Kevin Ullyett           | Jeff Coetzee Jamie Murray      | 6–2, 7–65                 |
| 16 de junho             | Ordina Open 's-Hertogenbosch, Países Baixos ATP International Series € 349.000 – grama – 32S•25Q•16D   | David Ferrer                           | Marc Gicquel                   | 6–4, 6–2                  |
| 16 de junho             | Ordina Open 's-Hertogenbosch, Países Baixos ATP International Series € 349.000 – grama – 32S•25Q•16D   | Mario Ančić Jürgen Melzer              | Mahesh Bhupathi Leander Paes   | 7–65, 6–3                 |
| 23 de junho 30 de junho | Torneio de Wimbledon Londres, Reino Unido Grand Slam £ 5.422.000 – grama – 128S•128Q•64D•16QD•48DM     | Rafael Nadal                           | Roger Federer                  | 6–4, 6–4, 56–7, 86–7, 9–7 |
| 23 de junho 30 de junho | Torneio de Wimbledon Londres, Reino Unido Grand Slam £ 5.422.000 – grama – 128S•128Q•64D•16QD•48DM     | Daniel Nestor Nenad Zimonjić           | Jonas Björkman Kevin Ullyett   | 7–612, 36–7, 6–3, 6–3     |
| 23 de junho 30 de junho | Torneio de Wimbledon Londres, Reino Unido Grand Slam £ 5.422.000 – grama – 128S•128Q•64D•16QD•48DM     | Samantha Stosur Bob Bryan              | Katarina Srebotnik Mike Bryan  | 7–5, 6–4                  |

#### Julho
| Semana de   | Torneio | Campeão(s)                              | Vice-campeão(s)                    | Resultado         |
| ----------- | --- | --------------------------------------- | ---------------------------------- | ----------------- |
| 7 de julho  | MercedesCup Stuttgart, Alemanha ATP International Series Gold € 568.000 – saibro – 28S•16Q•16D                                  | Juan Martin del Potro                   | Richard Gasquet                    | 6–4, 7–5          |
| 7 de julho  | MercedesCup Stuttgart, Alemanha ATP International Series Gold € 568.000 – saibro – 28S•16Q•16D                                  | Christopher Kas · Philipp Kohlschreiber | Michael Berrer Alexander Zverev    | 6–3, 6–4          |
| 7 de julho  | Catella Swedish Open Båstad, Suécia ATP International Series € 353.450 – saibro – 28S•16Q•16D                                   | Tommy Robredo                           | Tomáš Berdych                      | 6–4, 6–1          |
| 7 de julho  | Catella Swedish Open Båstad, Suécia ATP International Series € 353.450 – saibro – 28S•16Q•16D                                   | Jonas Björkman · Robin Söderling        | Johan Brunström Jean-Julien Rojer  | 6–2, 6–2          |
| 7 de julho  | Allianz Suisse Open Gstaad Gstaad, Suíça ATP International Series € 389.000 – saibro – 28S•16Q•16D                              | Victor Hănescu                          | Igor Andreev                       | 6–3, 6–4          |
| 7 de julho  | Allianz Suisse Open Gstaad Gstaad, Suíça ATP International Series € 389.000 – saibro – 28S•16Q•16D                              | Jaroslav Levinský · Filip Polášek       | Stéphane Bohli Stanislas Wawrinka  | 3–6, 6–2, [11–9]  |
| 7 de julho  | Campbell's Hall of Fame Tennis Championships Newport, Estados Unidos ATP International Series US$ 385.000 – grama – 28S•26Q•16D | Fabrice Santoro                         | Prakash Amritraj                   | 6–3, 7–5          |
| 7 de julho  | Campbell's Hall of Fame Tennis Championships Newport, Estados Unidos ATP International Series US$ 385.000 – grama – 28S•26Q•16D | Mardy Fish · John Isner                 | Rohan Bopanna Aisam-ul-Haq Qureshi | 6–4, 7–61         |
| 14 de julho | Austrian Open Kitzbühel, Áustria ATP International Series Gold € 571.000 – saibro – 32S•16Q•16D                                 | Juan Martin del Potro                   | Jürgen Melzer                      | 6–2, 6–1          |
| 14 de julho | Austrian Open Kitzbühel, Áustria ATP International Series Gold € 571.000 – saibro – 32S•16Q•16D                                 | James Cerretani · Victor Hănescu        | Lucas Arnold Ker Olivier Rochus    | 6–3, 7–5          |
| 14 de julho | Dutch Open Tennis Amersfoort, Países Baixos ATP International Series € 326.000 – saibro – 28S•11Q•16D                           | Albert Montañés                         | Steve Darcis                       | 1–6, 7–5, 6–3     |
| 14 de julho | Dutch Open Tennis Amersfoort, Países Baixos ATP International Series € 326.000 – saibro – 28S•11Q•16D                           | František Čermák Rogier Wassen          | Jesse Huta Galung Igor Sijsling    | 7–5, 7–5          |
| 14 de julho | Indianapolis Tennis Championships Indianápolis, Estados Unidos ATP International Series US$ 525.000 – duro – 32S•16Q•16D        | Gilles Simon                            | Dmitry Tursunov                    | 6–4, 6–4          |
| 14 de julho | Indianapolis Tennis Championships Indianápolis, Estados Unidos ATP International Series US$ 525.000 – duro – 32S•16Q•16D        | Ashley Fisher Tripp Phillips            | Scott Lipsky David Martin          | 3–6, 6–3, [10–5]  |
| 14 de julho | Studena Croatia Open Umag Umago, Croácia ATP International Series € 326.000 – saibro – 28S•16Q•16D                              | Fernando Verdasco                       | Igor Andreev                       | 3–6, 6–4, 7–64    |
| 14 de julho | Studena Croatia Open Umag Umago, Croácia ATP International Series € 326.000 – saibro – 28S•16Q•16D                              | Michal Mertiňák · Petr Pála             | Carlos Berlocq Fabio Fognini       | 2–6, 6–3, [10–5]  |
| 21 de julho | Rogers Masters Toronto, Canadá ATP Masters Series US$ 2.615.000 – duro – 56S•28Q•24D                                            | Rafael Nadal                            | Nicolas Kiefer                     | 6–3, 6–2          |
| 21 de julho | Rogers Masters Toronto, Canadá ATP Masters Series US$ 2.615.000 – duro – 56S•28Q•24D                                            | Daniel Nestor Nenad Zimonjić            | Bob Bryan Mike Bryan               | 6–2, 4–6, [10–6]  |
| 28 de julho | Western & Southern Financial Group Masters Cincinnati, Estados Unidos ATP Masters Series US$ 2.615.000 – duro – 56S•28Q•24D     | Andy Murray                             | Novak Djokovic                     | 7–64, 7–65        |
| 28 de julho | Western & Southern Financial Group Masters Cincinnati, Estados Unidos ATP Masters Series US$ 2.615.000 – duro – 56S•28Q•24D     | Bob Bryan Mike Bryan                    | Jonathan Erlich Andy Ram           | 4–6, 7–62, [10–7] |

#### Agosto
| Semana de                   | Torneio | Campeã(s)(o/ões)                   | Vice-campeã(s)(o/ões)          | Resultado           |
| --------------------------- | --- | ---------------------------------- | ------------------------------ | ------------------- |
| 4 de agosto                 | Countrywide Classic Los Angeles, Estados Unidos ATP International Series US$ 475.000 – duro – 28S•16Q•16D      | Juan Martin del Potro              | Andy Roddick                   | 6–1, 7–62           |
| 4 de agosto                 | Countrywide Classic Los Angeles, Estados Unidos ATP International Series US$ 475.000 – duro – 28S•16Q•16D      | Rohan Bopanna · Eric Butorac       | Travis Parrott Dušan Vemić     | 7–65, 7–65          |
| 11 de agosto                | Jogos Olímpicos Pequim, China Jogos Olímpicos de Verão duro – 64S•32D                                          | Ouro                               | Prata                          |                     |
| 11 de agosto                | Jogos Olímpicos Pequim, China Jogos Olímpicos de Verão duro – 64S•32D                                          | Rafael Nadal                       | Fernando González              | 6–3, 7–62, 6–3      |
| 11 de agosto                | Jogos Olímpicos Pequim, China Jogos Olímpicos de Verão duro – 64S•32D                                          | Roger Federer · Stanislas Wawrinka | Simon Aspelin Thomas Johansson | 6–3, 6–4, 46–7, 6–3 |
| 11 de agosto                | Jogos Olímpicos Pequim, China Jogos Olímpicos de Verão duro – 64S•32D                                          | Bronze                             | Quarto lugar                   |                     |
| 11 de agosto                | Jogos Olímpicos Pequim, China Jogos Olímpicos de Verão duro – 64S•32D                                          | Novak Djokovic                     | James Blake                    | 6–3, 7–64           |
| 11 de agosto                | Jogos Olímpicos Pequim, China Jogos Olímpicos de Verão duro – 64S•32D                                          | Bob Bryan Mike Bryan               | Arnaud Clément Michaël Llodra  | 3–6, 6–3, 6–4       |
| 11 de agosto                | Legg Mason Tennis Classic Washington, Estados Unidos ATP International Series US$ 508.000 – duro – 32S•32Q•16D | Juan Martin del Potro              | Viktor Troicki                 | 6–3, 6–3            |
| 11 de agosto                | Legg Mason Tennis Classic Washington, Estados Unidos ATP International Series US$ 508.000 – duro – 32S•32Q•16D | Marc Gicquel · Robert Lindstedt    | Bruno Soares Kevin Ullyett     | 7–66, 6–3           |
| 18 de agosto                | Pilot Pen Tennis New Haven, Estados Unidos ATP International Series US$ 708.000 – duro – 48S•32Q•16D           | Marin Čilić                        | Mardy Fish                     | 6–4, 4–6, 6–2       |
| 18 de agosto                | Pilot Pen Tennis New Haven, Estados Unidos ATP International Series US$ 708.000 – duro – 48S•32Q•16D           | Marcelo Melo André Sá              | Mahesh Bhupathi Mark Knowles   | 7–5, 6–2            |
| 25 de agosto 1º de setembro | US Open Nova York, Estados Unidos Grand Slam US$ 9.350.000 – duro – 128S•128Q•64D•32DM                         | Roger Federer                      | Andy Murray                    | 6–2, 7–5, 6–2       |
| 25 de agosto 1º de setembro | US Open Nova York, Estados Unidos Grand Slam US$ 9.350.000 – duro – 128S•128Q•64D•32DM                         | Bob Bryan Mike Bryan               | Lukáš Dlouhý Leander Paes      | 7–65, 7–610         |
| 25 de agosto 1º de setembro | US Open Nova York, Estados Unidos Grand Slam US$ 9.350.000 – duro – 128S•128Q•64D•32DM                         | Cara Black Leander Paes            | Liezel Huber Jamie Murray      | 7–66, 6–4           |

#### Setembro
| Semana de      | Torneio | Campeão(s)                            | Vice-campeão(s)                      | Resultado           |
| -------------- | --- | ------------------------------------- | ------------------------------------ | ------------------- |
| 8 de setembro  | BCR Open Romania Bucareste, Romênia ATP International Series € 370.000 – saibro – 32S•32Q•16D                                  | Gilles Simon                          | Carlos Moyá                          | 6–3, 6–4            |
| 8 de setembro  | BCR Open Romania Bucareste, Romênia ATP International Series € 370.000 – saibro – 32S•32Q•16D                                  | Nicolas Devilder · Paul-Henri Mathieu | Mariusz Fyrstenberg Marcin Matkowski | 7–64, 96–7, [22–20] |
| 15 de setembro | Copa Davis: semifinais Buenos Aires, Argentina – saibro Madri, Espanha – saibro Competição de longa duração entre países – 16E | · Argentina · Espanha                 | · Rússia · Estados Unidos            | 3–2 4–1             |
| 22 de setembro | Thailand Open Bangkok, Tailândia ATP International Series US$ 576.000 – duro (coberto) – 28S•16Q•16D                           | Jo-Wilfried Tsonga                    | Novak Djokovic                       | 7–64, 6–4           |
| 22 de setembro | Thailand Open Bangkok, Tailândia ATP International Series US$ 576.000 – duro (coberto) – 28S•16Q•16D                           | Lukáš Dlouhý Leander Paes             | Scott Lipsky David Martin            | 6–4, 7–64           |
| 22 de setembro | China Open Pequim, China ATP International Series US$ 524.000 – duro – 28S•16Q•16D                                             | Andy Roddick                          | Dudi Sela                            | 6–4, 66–7, 6–3      |
| 22 de setembro | China Open Pequim, China ATP International Series US$ 524.000 – duro – 28S•16Q•16D                                             | Stephen Huss · Ross Hutchins          | Ashley Fisher Bobby Reynolds         | 7–5, 6–4            |
| 29 de setembro | AIG Japan Open Tennis Championships Tóquio, Japão ATP International Series Gold US$ 869.000 – duro – 48S•24Q•16D               | Tomáš Berdych                         | Juan Martin del Potro                | 6–1, 6–4            |
| 29 de setembro | AIG Japan Open Tennis Championships Tóquio, Japão ATP International Series Gold US$ 869.000 – duro – 48S•24Q•16D               | Mikhail Youzhny Mischa Zverev         | Lukáš Dlouhý Leander Paes            | 6–3, 6–4            |
| 29 de setembro | Open de Moselle Metz, França ATP International Series € 370.000 – duro (coberto) – 32S•32Q•16D                                 | Dmitry Tursunov                       | Paul-Henri Mathieu                   | 7–66, 1–6, 6–4      |
| 29 de setembro | Open de Moselle Metz, França ATP International Series € 370.000 – duro (coberto) – 32S•32Q•16D                                 | Arnaud Clément · Michaël Llodra       | Mariusz Fyrstenberg Marcin Matkowski | 5–7, 6–3, [10–8]    |

#### Outubro
| Semana de     | Torneio | Campeão(s)                           | Vice-campeão(s)                       | Resultado         |
| ------------- | --- | ------------------------------------ | ------------------------------------- | ----------------- |
| 6 de outubro  | Bank Austria TennisTrophy Viena, Áustria ATP International Series Gold € 674.000 – duro (coberto) – 32S•16Q•16D   | Philipp Petzschner                   | Gaël Monfils                          | 6–4, 6–4          |
| 6 de outubro  | Bank Austria TennisTrophy Viena, Áustria ATP International Series Gold € 674.000 – duro (coberto) – 32S•16Q•16D   | Max Mirnyi Andy Ram                  | Philipp Petzschner Alexander Peya     | 6–1, 7–5          |
| 6 de outubro  | If Stockholm Open Estocolmo, Suécia ATP International Series € 713.000 – duro (coberto) – 32S•32Q•16D             | David Nalbandian                     | Robin Söderling                       | 6–2, 5–7, 6–3     |
| 6 de outubro  | If Stockholm Open Estocolmo, Suécia ATP International Series € 713.000 – duro (coberto) – 32S•32Q•16D             | Jonas Björkman · Kevin Ullyett       | Johan Brunström Michael Ryderstedt    | 6–1, 6–3          |
| 6 de outubro  | Kremlin Cup Moscou, Rússia ATP International Series US$ 1.049.000 – duro (coberto) – 32S•32Q•16D                  | Igor Kunitsyn                        | Marat Safin                           | 7–66, 46–7, 6–3   |
| 6 de outubro  | Kremlin Cup Moscou, Rússia ATP International Series US$ 1.049.000 – duro (coberto) – 32S•32Q•16D                  | Sergiy Stakhovsky · Potito Starace   | Stephen Huss Ross Hutchins            | 7–64, 2–6, [10–6] |
| 13 de outubro | Mutua Madrileña Masters Madrid Madri, Espanha ATP Masters Series € 2.270.000 – duro (coberto) – 48S•24Q•24D       | Andy Murray                          | Gilles Simon                          | 6–4, 7–66         |
| 13 de outubro | Mutua Madrileña Masters Madrid Madri, Espanha ATP Masters Series € 2.270.000 – duro (coberto) – 48S•24Q•24D       | Mariusz Fyrstenberg Marcin Matkowski | Mahesh Bhupathi Mark Knowles          | 6–4, 6–2          |
| 20 de outubro | Davidoff Swiss Indoors Basileia, Suíça ATP International Series € 891.000 – duro (coberto) – 32S•32Q•16D          | Roger Federer                        | David Nalbandian                      | 6–3, 6–4          |
| 20 de outubro | Davidoff Swiss Indoors Basileia, Suíça ATP International Series € 891.000 – duro (coberto) – 32S•32Q•16D          | Mahesh Bhupathi Mark Knowles         | Christopher Kas Philipp Kohlschreiber | 6–3, 6–3          |
| 20 de outubro | Grand Prix de Tennis de Lyon Lyon, França ATP International Series € 713.000 – carpete (coberto) – 32S•32Q•16D    | Robin Söderling                      | Julien Benneteau                      | 6–3, 56–7, 6–1    |
| 20 de outubro | Grand Prix de Tennis de Lyon Lyon, França ATP International Series € 713.000 – carpete (coberto) – 32S•32Q•16D    | Michaël Llodra Andy Ram              | Stephen Huss Ross Hutchins            | 6–3, 5–7, [10–8]  |
| 20 de outubro | St. Petersburg Open São Petersburgo, Rússia ATP International Series US$ 1.049.000 – duro (coberto) – 32S•32Q•16D | Andy Murray                          | Andrey Golubev                        | 6–1, 6–1          |
| 20 de outubro | St. Petersburg Open São Petersburgo, Rússia ATP International Series US$ 1.049.000 – duro (coberto) – 32S•32Q•16D | Travis Parrott Filip Polášek         | Rohan Bopanna Max Mirnyi              | 3–6, 7–64, [10–8] |
| 27 de outubro | BNP Paribas Masters Paris, França ATP Masters Series € 2.270.000 – duro (coberto) – 48S•24Q•24D                   | Jo-Wilfried Tsonga                   | David Nalbandian                      | 6–3, 4–6, 6–4     |
| 27 de outubro | BNP Paribas Masters Paris, França ATP Masters Series € 2.270.000 – duro (coberto) – 48S•24Q•24D                   | Jonas Björkman Kevin Ullyett         | Jeff Coetzee Wesley Moodie            | 6–2, 6–2          |

#### Novembro
| Semana de      | Torneio | Campeão(s)                                                                       | Vice-campeão(s)                                                                       | Resultado                |
| -------------- | --- | -------------------------------------------------------------------------------- | ------------------------------------------------------------------------------------- | ------------------------ |
| 3 de novembro  | sem torneios programados                                                                                     | sem torneios programados                                                         | sem torneios programados                                                              | sem torneios programados |
| 10 de novembro | Tennis Masters Cup Shanghai Xangai, China Torneio de fim de temporada US$ 4.550.000 – duro (coberto) – 8S•8D | Novak Djokovic                                                                   | Nikolay Davydenko                                                                     | 6–1, 7–5                 |
| 10 de novembro | Tennis Masters Cup Shanghai Xangai, China Torneio de fim de temporada US$ 4.550.000 – duro (coberto) – 8S•8D | Daniel Nestor · Nenad Zimonjić                                                   | Bob Bryan Mike Bryan                                                                  | 7–63, 6–2                |
| 17 de novembro | Copa Davis: final Mar del Plata, Argentina – duro (coberto) Competição de longa duração entre países – 16E   | Espanha · David Ferrer · Marcel Granollers · Feliciano López · Fernando Verdasco | Argentina · José Acasuso · Agustín Calleri · Juan Martin del Potro · David Nalbandian | 3–1                      |